# Maronia mapeta
Maronia mapeta là một loài bướm đêm trong họ Noctuidae.